# Luosha
Luosha (kinesiska: 逻沙乡, 逻沙) är en socken i Kina. Den ligger i den autonoma regionen Guangxi, i den södra delen av landet, omkring 280 kilometer nordväst om regionhuvudstaden Nanning. Antalet invånare är 13977. Befolkningen består av 6 702 kvinnor och 7 275 män. Barn under 15 år utgör 27,0 %, vuxna 15-64 år 62 %, och äldre över 65 år 10,0 %.
Genomsnittlig årsnederbörd är 1 407 millimeter. Den regnigaste månaden är juni, med i genomsnitt 310 mm nederbörd, och den torraste är februari, med 20 mm nederbörd.